# إستر بيلين
إستر بيلين (بالإنجليزية: Esther Belin)‏ (2 يوليو 1968، لوس أنجلوس في الولايات المتحدة)؛ كاتِبة، رسامة وشاعرة أمريكية. درست في جامعة كاليفورنيا.